# Verano y humo
 Verano y humo (en inglés, Summer and Smoke) es una película estadounidense dramática de 1961 dirigida por Peter Glenville basada en la obra homónima de Tennessee Williams, de 1948. Contó con la actuación de Laurence Harvey, Geraldine Page, Rita Moreno, Una Merkel, John McIntire y Thomas Gomez. Fue adaptada por James Poe y Meade Roberts. La historia es la de una chica reservada que conoce a un doctor que vive en el lado salvaje. Se hacen amigos, pero tienen mentalidades distintas.

## Argumento
La acción se sitúa en una pequeña población del Mississippi. Desde siempre, Alma (Geraldine Page), una joven tímida y muy espiritual, está enamorada de John Buchanan (Laurence Harvey), un médico de ideas materialistas que solo tienen ojos para Rosa Zacharias (Rita Moreno), la apasionada y espabilada hija del amo del casino.

## Reparto
- Laurence Harvey: John Buchanan, Jr
- Geraldine Page: Alma Winemiller
- Rita Moreno: Rosa Zacharias
- Una Merkel: Mrs. Winemiller
- John McIntire: Dr. Buchanan
- Thomas Gomez: Papa Zacharias
- Pamela Tiffin: Nellie Ewell
- Malcolm Atterbury: Reverendo Winemiller
- Earl Holliman: Archie Kramer
- Lee Patrick: Mrs. Ewell
- Harry Shannon: Dr. Burke

## Premios y distinciones
Premios Óscar
| Año  | Categoría                                              | Persona                                             | Resultado  |
| ---- | ------------------------------------------------------ | --------------------------------------------------- | ---------- |
| 1962 | Mejor actriz                                           | Geraldine Page                                      | Candidata  |
| 1962 | Mejor actriz de reparto                                | Una Merkel                                          | Candidata  |
| 1962 | Mejor banda sonora de una película dramática o comedia | Elmer Bernstein                                     | Candidato  |
| 1962 | Óscar al mejor dirección de arte - Blanco y negro      | Hal Pereira, Walter Tyler, Sam Comer y Arthur Krams | Candidatos |